# Gerolf Steiner
Gerolf Steiner (* 22. März 1908 in Straßburg, Elsass; † 14. August 2009 in Heidelberg) Pseudonyme: Harald Stümpke und Hararuto Shutyunpuke, war ein deutscher Zoologe, Hochschullehrer und Buchautor.

## Leben
Gerolf Karl Steiner promovierte 1931 an der Universität Heidelberg über amerikanische Kakerlaken. Er habilitierte sich 1942 an der Technischen Hochschule Darmstadt und 1947 an der Universität Heidelberg über Fruchtfliegen, wo er zwei Jahre später zum außerplanmäßigen Professor ernannt wurde. 1962 wurde er außerordentlicher und 1966 ordentlicher Professor an der Technischen Hochschule Karlsruhe.
Steiner hatte ein Talent für Zeichnungen und half Kollegen bei der Illustration ihrer Veröffentlichungen. Als bereits 1945 von ihm im Kollegenkreis der Zoologen ein Text mit Zeichnungen über ein Fabelwesen kursierten, wurde er ermutigt, weiterzumachen. Er wurde weltweit durch das Buch Bau und Leben der Rhinogradentia bekannt, in dem er, angeregt durch Christian Morgensterns Nasobēm, die Anatomie und die Gewohnheiten der Rhinogradentia, einer fiktiven Säugetierordnung, beschrieb. Sein als wissenschaftlicher Witz gedachtes Buch veröffentlichte er im Jahr 1961 unter dem Pseudonym Prof. Dr. Harald Stümpke, wobei er unter seinem bürgerlichen Namen als Illustrator genannt wurde. Während Kollegen sein Werk ernsthaft rezensierten, griff der Spiegel 1962 die Geschichte auf und enttarnte sein Fantasiekonstrukt.
1962 erfolgte die Übersetzung ins Französische, das Buch wurde von einem renommierten französischen Fachbuchverlag veröffentlicht, was mit einigem Schmunzeln quittiert wurde. 1967 erschien die englische Übersetzung. Noch heute wird dieser Scherz weiter ausgebaut, 2006 ist eine Neuauflage seines Buches erschienen.
Auf Anfrage eines Verlegers, ob Steiner noch etwas Ähnliches wie Rhinogradentia hätte, teilte er diesem im August 1966 mit: „In der gleichen Art wie die Rhinogradentier habe ich nichts am Lager und kann auch nichts Ähnliches machen, weil das nur ein zweiter, verdünnter Aufguss wäre; und sowas ist nur fade. Außerdem bin ich – wie ich Ihnen damals schon geschrieben habe – kein Schriftsteller für die berufsmäßige Humoreske, sondern einfach Zoologe und Hochschulprofessor, also das, was man »einen seriösen Mann« nennen sollte. Meine Seriosität hat nur insofern Grenzen, als ich gerne zeichne und an Feierabenden, Wochenenden und in den Ferien mich dementsprechend betätige.“ Gleichzeitig bot er dem Verlag an, seine bei Sitzungen auf Notizblockzetteln gemachten Zeichnungen zu publizieren. Ein Verlag hatte die Veröffentlichung zuvor abgelehnt, auch hier kam es zu keinem Abschluss.

## Werke
- Gerolf Steiner: Tierzeichnungen in Kürzeln. Stuttgart: G. Fischer 1982; Heidelberg: Spektrum Akademischer Verlag, 3. Aufl. 2006, ISBN 978-3-8274-1702-2
  - Japanisch: Dōbutsue asobi: Chokkan de toraeru dōbutsuga (動物絵あそび : 直観でとらえる動物画). Tokio: Shisakusha 1987, ISBN 4783501432
- Trotzhard Wiederumb (pseud.): Wie werde ich Diktator: ein Leitfaden für Männer und Frauen beiderlei Geschlechts in Familie, Gesellschaft, Wirtschaft, Wissenschaft und Politik. Heinz Moos Verlag Gräfelfing vor München: 1968
- Justus Andereich (pseud.): Nebenergebnisse aus 1001 Sitzungen: Gesammelt zu Trost und Anregung für Mitsitzende, Mitleidende und Mitfühlende. Heinz Moos Verlag Gräfelfing vor München:  1968
- Harald Stümpke (pseud.): Bau und Leben der Rhinogradentia. Mit einem Nachw. von Gerolf Steiner. Mit Tafeln und Abb. im Text von Gerolf Steiner. Stuttgart: G. Fischer 1961; 56.–57. Tsd. Heidelberg: Spektrum Akademischer Verlag 2006, ISBN 978-3-8274-1840-1
  - Französisch: Anatomie et biologie des Rhinogrades. Un nouvel ordre de mammifères. Paris: Masson, France 1962
  - Englisch: The Snouters: Form and Life of the Rhinogrades. The University of Chicago Press, Chicago 1967
  - Italienisch: I Rinogradi. Padova: Muzzio 1992 ISBN 88-7021-485-0
  - Japanisch: Bikōri: Atarashiku hakken sareta honyūrui no kōzō to seikatsu (鼻行類 : 新しく発見された哺乳類の構造と生活). Tokio: Shisakusha 1987, ISBN 4783501459
- Karl D. S. Geeste (pseud.): Stümpke’s Rhinogradentia: Versuch einer Analyse. Stuttgart: G.Fischer 1987, ISBN 3-437-30559-X
- Gerolf Steiner: Wir sind zu viele – was tun? Hamburg, Berlin: Parey 1992 ISBN 3-489-53834-X